# Giorgi Beridze
Giorgi Beridze, né le 12 mai 1997 à Mestia en Géorgie, est un footballeur international géorgien. Il évolue au poste d'ailier gauche à Kocaelispor.

## Biographie

### En équipe nationale
Il reçoit de nombreuses sélections dans les équipes de jeunes (moins de 17 ans, moins de 19 ans et espoirs).
Il joue son premier match en équipe de Géorgie le 1er juin 2018, en amical contre Malte (victoire 0-1 à Schwaz).

## Palmarès
- Champion de Géorgie en 2015 avec le Dila Gori